# Herman van Gunsteren
Herman Robert van Gunsteren (Den Haag, 16 december 1940) is een Nederlands politiek filosoof. Van Gunsteren is emeritus hoogleraar aan de Universiteit Leiden.
Van Gunsteren volgde het gymnasium-bèta en studeerde vervolgens rechten aan de Universiteit Leiden. Na zijn afstuderen werd hij wetenschappelijk medewerker aan de Leidse rechtenfaculteit, waar hij eerst Inleiding recht en rechtsfilosofie doceerde en later staatsrecht. In 1972 promoveerde hij te Leiden op het proefschrift The Quest for Control: A Critique of the Rational-Central-Rule Approach in Public Affairs; promotor was Jan Glastra van Loon. In 1975 werd hij benoemd tot lector politicologie aan de rechtenfaculteit met als leeropdracht de politieke theorieën en haar geschiedenis. Zijn openbare les, gehouden op 25 oktober 1974, was getiteld Denken over politieke verantwoordelijkheid. Twee jaar later werd hij gewoon hoogleraar met dezelfde leeropdracht aan de rechtenfaculteit en de "Centrale Interfaculteit"; in 1984 werd de leeropdracht gewijzigd naar "De wijsbegeerte van het recht en de politieke theorieën". In 2004 ging Van Gunsteren met emeritaat als hoogleraar; hij werd opgevolgd door Andreas Kinneging.
Tot Van Gunsterens promoti behoren verschillende bekende Nederlandse rechts- en politiek filosofen, onder wie Willem Witteveen (De retoriek in het recht, 1988), Paul Cliteur (Conservatisme en cultuurrecht, 1989), Tom Eijsbouts (Recht en toeval, 1989), Mark Bovens (Verantwoordelijkheid en organisatie, 1990), Ton Hol (Gewogen recht, 1993) en Andreas Kinneging (Antiquity, Aristocracy and History, 1994). Hij is sinds 1994 lid van de Koninklijke Nederlandse Akademie van Wetenschappen en was lid van de Wetenschappelijke Raad voor het Regeringsbeleid. Hij ontving de Thorbeckeprijs en de L.P. van de Spiegelprijs.
Van de hand van Van Gunsteren verschenen onder andere de boeken A Theory of Citizenship (1998), Gevaarlijk veilig: terreurbestrijding in de democratie (2004), Pleinburgers: Verkenning van een nieuwe politieke (f)actor (2015) en De belofte van politiek. Hoe burgers hoop levend kunnen houden (2022).
Van Gunsteren was getrouwd met Cox Habbema tot haar dood in 2016.